# クーラ・ダイアモンド
クーラ・ダイアモンド (Kula Diamond) は、SNK（SNKプレイモア）の対戦型格闘ゲーム『ザ・キング・オブ・ファイターズ』シリーズに登場する架空の人物。担当声優はかかずゆみ。
この項目ではクーラの関係者であるダイアナとキャンディー・ダイアモンドに関しても説明する。

## キャラクター設定
『ザ・キング・オブ・ファイターズ』（以下『KOF』と表記）の「ネスツ編（『'99』 - 『2001』）」のキーキャラクター。『KOF』シリーズ7作目の『KOF2000』（以下『2000』）から登場する。秘密組織「ネスツ」により生み出された改造人間。K'の体術に対してアンチK'アーツ、炎の能力に対して氷を操る能力を得た少女。K'を倒すものとして「アンチK'」とも呼ばれる。K'と異なり両手で能力を行使できるため、両手に金色の制御用グローブを装着している。ロングヘアの髪は能力を行使していない時には栗色だが、発動させると水色になる。
服装はズボンと背中の上部が大きく開いたノースリーブが一体となったようなダークブルーのインナーの上から、革ジャケットとズボンタイプの革のチャップス（いずれもワインレッド）を着用している。ジャケットの背中には、「蔦薔薇に囲まれ、交差した2本の剣に貫かれたピンクのハート」の模様の上に、白抜きで「PUSSY CAT」という英文が書かれている。また、ブーツの靴底部分にはスケート靴のブレード状の金具が収納されており、ダッシュ時などに展開する。
『KOF XIV』（以下『XIV』と表記）では全体的なイメージは引き継ぎつつも衣装がマイナーチェンジされた。ジャケットの背中の模様も、ピンクのハートの上に白い雪の結晶を重ねた模様の下に「COEUR DE DIAMANT」の文字が入った金色のリボンというデザインになっている。
『KOF XI』（以下『XI』と表記）までにおいて、K'のようにその能力が制御不能に陥ったことはない。だが改造手術の副作用から精神的に未発達な部分があり、14歳という年齢に反して性格や言動に幼さが目立つ。一人称は「私」だが、時折「クーラ」にも変わることがある。
秘密組織「ネスツ」に所属していたが組織に裏切られたこともあり、最終的にはネスツを離れてK'たちと行動を共にする。
ネスツ上級幹部のダイアナとフォクシーが彼女を保護して、面倒を見ている。ゲーム中においてはダイアナはクーラの登場デモ・勝利デモの他に一部の技で登場し、フォクシーは『2000』ではクーラのアナザーストライカー、『KOF2001』（以下『2001』と表記）と『KOF2002 UNLIMITED MATCH』（以下『2002UM』と表記）ではチームメンバーとして登場している。ただ、『KOF XIII』（以下『XIII』と表記）や『KOF MAXIMUM IMPACT』（以下『MI』と表記）シリーズなどではK'、マキシマと一緒に裏社会からの逃亡生活をしている様子があるため、常に彼女たちと一緒にいるわけではないようである。
サポートロボットのキャンディー・ダイアモンドは『2000』においてCPU戦ではクーラに付属するストライカーとして登場するが、プレイヤー版ではクーラの代わりにストライカーとして登場する。
初出の『2000』ではネスツに反旗を翻したゼロ（クローン）の計画を潰すために乱入。そのため、特定の条件を満たすことで現れる中ボス格のキャラクターだった。『2001』では保護者でもあるフォクシーの他、K9999・アンヘルの2人と「ネスツチーム」として組んだが事前の面識はない。『KOF2002』（以下『2002』と表記）では3on3のためフォクシーが抜け、「KOF2001チーム」として出場。同作のリメイク版の『2002UM』ではK9999と入れ替わりにフォクシーがチームに復帰している。
『KOF2003』ではK'チームのチームメイト候補として出てくるが、鎮元斎の「子供過ぎる」という反対でチームからは外された（K'も彼女をKOFに出したくはなかったようである）。『XI』ではウィップの抜けた穴を埋める形で参加し、「K'チーム」としてK'&マキシマと組んだ。『XIII』ではメル友になっていた鎮元斎に高級なアイスクリームで丸め込まれ、K'とマキシマに無断で参加登録してしまっている。
『KOF XV』ではK'と喧嘩して家出していたところを、 クローネン・マクドガルとアンヘルにつかまり、クローネンチームに加えられた。
当初はK'を敵視していたが、後に和解して実の兄のように慕っている。また、ウィップも実の姉のように慕っている。ペロペロキャンディーを与えようとしており、何かとK'のことを気にかけている描写がある。当のK'は甘いものが嫌いなのだが、その事実をクーラが知っているかは不明。また、ダイアナはクーラが彼と仲が良いことが気に入らない模様で、K'を嫌っている。
旧SNK時代に発売されたドラマCDでは、偶然出会った二階堂紅丸を兄のように慕い、仲良くなる。しかし、それを危険視したフォクシーに紅丸との出会いを忘れさせられてしまう。
『MI2』および『MIA』でのキャッチコピーは「アイシクル・ドール」（『MI2』の初期PVでは「氷の美少女」）。これはシナリオ担当者が小説版の作者である嬉野秋彦であるため、『2000』の小説版のサブタイトルからそのまま採られている。その境遇から、敵の巨大組織「アデス」出身の強化人間であるナガセに親近感を向けている。
恋愛SLG『Days of Memories〜僕と彼女の熱い夏〜』では身長が159cmと、KOF本編より10cm低く設定されている（体重は同じ）。
SNKが手掛けたソーシャルゲーム『君はヒーロー』では、コラボレーションキャラクターとして通常のクーラの他に、異世界への転移の際に制御用グローブが破損したことにより暴走状態に陥ったという設定のクーラが「アンチK'」というキャラクター名で登場しており、「アンチK'」は銀髪・赤いグローブ・黒いコスチュームとK'をイメージしたカラーリングとなっている。

## 技の解説
以降での「右手」「左手」は上記の設定に準じた形で記述しているが、ゲーム中でのグラフィックは左右反転で処理されているため、左向きの時（すなわち、2Pで対戦を開始した場合の向き）はこれらが逆になる。

### 特殊技
ワンインチ
K'の使用するものとほぼ同じ技で、左手を拳を固めて伸ばし、僅かな距離を開けてパンチを打ち込み相手を吹っ飛ばす。
スライダーシュート
足元を凍らせて出すスライディング。
クリティカルアイス
リーチのある氷の刃を生み出す。初出は『2001』。『MI』シリーズでは必殺技に格上げされている。

### 通常投げ
アイスコフィン
相手を氷の中に閉じ込め、氷が壊れることでダメージを与える。『MIA』ではコマンド投げ系の必殺技になっている。
ビハインドスラッシュ
ダイアナが出現して、レイピアで相手の背を切りつける。したがってクーラ自身の技ではない。
ステップラダー
『MI2』での追加技。相手によじ登り、反対側に蹴り飛ばす。
クリティカルエルボー
『MIA』で必殺技となった「アイスコフィン」の代わりに追加された技。
アイススレッジ
『XIV』で「ビハインドスラッシュ」の代わりに追加された技。相手を跳び越しつつ両手に氷の塊を生み出し、相手の後頭部に叩き付けて吹き飛ばす。

### 必殺技
ダイアモンドブレス
前方に氷の息を吹きかける。リーチの短い飛び道具であり、弱と強で性質が大きく違う。弱は飛び道具ではあるものの、通常技から連続ヒットする程度の出の速さと射程であり、当たると相手はダウンする。強は連続技にならないほど出が遅いが射程が長く、当たると相手が仰け反って僅かの間、行動不能になる。
クロウバイツ
氷を纏った状態で、腕を振り上げながら飛び上がる対空技。K'の使用する同名の技とほぼ同じだが、飛び上がり方や追加攻撃の有無などに若干の差異がある。
エアスピン
『MI』シリーズで使用。「クロウバイツ」（強のみ）からの追加技。後述する「レイ・スピン」を空中で繰り出す。ガードされた時の隙が大きいため、『MIA』では「クロウバイツ」が空振りした場合は派生できないようになっている。

カウンターシェル
冷気を纏った左手を前方へ振り下ろす。相手に直接当てると復帰不能ダウン、『2001』以降はさらにカウンターヒットでワイヤーダメージが発生する。相手の飛び道具に合わせるとそれを氷で包み、氷の矢と化して蹴り返す。この氷の矢は弾速が非常に速く、飛び道具を打ち返せば大抵ヒットする。ヒットした場合、相手は吹っ飛び、さらにここに追撃が可能である（大抵は間合いの関係で無理であるが）。
『2000』の小説版『ICICLE DOLL』では、ウィップの放ったデザートイーグルのマグナム弾を無効化した。
レイ・スピン
前方に軽くジャンプしつつ、フィギュアスケートのスピンのような回転蹴りを放つ。派生技も含め、初出は『2001』。作品によっては、弱のみ空振り時でも派生技が出すことができる（強で出した場合は当てる必要あり）。『MI』シリーズではどちらもヒット・空振りに関係なく派生技を繰り出せる。
追加攻撃（スタンド）
「レイ・スピン」からの派生技。氷の矢を蹴り飛ばす飛び道具。「カウンターシェル」で打ち返す氷の矢と同じ外見だが、弾速は遅く、連続HITしない。ヒット後の追撃は同様にできる。
追加攻撃（シット）
「レイ・スピン」からの派生技。「スライダーシュート」と同様のスライディングを出し、相手を浮かせる。「スタンド」と違ってきちんと連続ヒットする。

ダイヤモンドシュート
大型の氷の結晶を前方に蹴り飛ばす。空中からのみ出すことが可能。初出は『XI』。
フォーリンスノーマン
雪だるまを目の前か頭上に落とす。ボタンによって落とす位置は変化する。また、通常よりもかなり巨大な雪だるまが落下する場合もあるが、確率はかなり低く、出現するのは稀である。初出は『MIA』。

### 超必殺技
ダイアモンドエッジ
両手を地面に叩きつけ、前方に巨大な氷の柱を発生させる。MAX版では時間差で3つの氷の柱を発生させる。『MI』シリーズでは、通常版は2本、MAX版は10本発生させる。
フリーズエクスキュージョン
前方にレイピアを携えたダイアナ（『XIII』ではランダムでフォクシーが登場する）が突進、その後にクーラが画面全体を強力な冷気で攻撃する技。作品によってはダイアナの攻撃がヒットしないと画面全体攻撃に移行しない。
フローズンアリーナ
『XIV』で追加された超必殺技。氷の結晶を立てながらスライディングで突進する。
ラ☆カチョーラ
空中からのみ出せる技。キャンディーに抱えられながら降下し、ヒットするとキャンディー、フォクシー、ダイアナが相手を囲み、クーラは相手の上で手を叩く。これにより、パワーゲージ1本と体力を少し減らす。『2002』および『KOF NEOWAVE』（以下『NEOWAVE』と表記）ではMAX版専用の技。『2002UM』では通常の超必殺技に変更され、攻撃発生が早くなった。
フリーズコンプレーション
『2002』および『NEOWAVE』のみのMAX2。クーラが下段ガード不能の「ワンインチ」を繰り出す。これがヒットするとダイアナとフォクシーがレイピアで攻撃、その後にクーラが相手を凍らせ、最後にキャンディーが胸からのミサイルとロケットパンチで締める。
ネオ・フリーズエクスキュージョン
『XIII』で使用するNEO MAX超必殺技。ダイアナが突進して相手を浮かせた後、空中でダイアナとフォクシーが攻撃し、最後はクーラが画面全体に吹雪を起こす。
グレイシアリッジ
『XIV』で使用するCLIMAX超必殺技。「べーっ!」とあかんべえで挑発してから敵を氷塊に閉じ込めて凍結させ、「壊れちゃえ!!」の掛け声と共に氷塊ごと破壊する。

### ストライカー動作
キャンディースピン
『2000』でのストライカー動作。上記の通り、CPU戦ではクーラ専属のストライカーだがプレイヤー版はクーラの代役のストライカーとして登場する。
スライダークロウバイツ
『2001』でのストライカー動作。「スライダーシュート」から強の「クロウバイツ」につなぐ。

## ダイアナ
ダイアナ (Diana) は、SNK（SNKプレイモア）の対戦型格闘ゲーム『ザ・キング・オブ・ファイターズ』シリーズに登場する架空の人物。
担当声優は南かおり（『2000』、パチスロ『KOF2』）、池澤春菜（『2001』 - ）。

### キャラクター設定
ネスツの上級幹部に位置する女性で、フォクシーとともにクーラの後見人および監視役をつとめている。だが、ネスツ首脳部の指令よりはクーラのほうを重視している。
ウェーブのかかった黒髪を頭頂部でまとめ上げ、青を基調とした長い裾の衣装を着用した長身の美女である。脇腹には青い蝶のタトゥーが刻まれており、武器であるレイピアも鍔の部分が蝶をモチーフとしたデザインとなっている。年齢は29歳。
剣術の達人であるが、前述したように常にクーラの一部の技でクーラの援護をするために単体でのプレイヤー登場はない。また、『2001』ではフォクシーのコンパチキャラクターとして登場させる案もあったが、没となっている。
初出作品の『2000』ではフォクシーとともにゼロ（クローン）が仕掛けたゼロキャノンに細工をして誤作動を起こさせ、ゼロ（クローン）の反逆を阻止する。
『2001』では正規の大会出場の命令を受けていないのでチームメンバーには含まれないが、クーラやフォクシーの登場時や勝利決着時に姿を見せるのみだけでなく、クーラの攻撃援護をする。『2001』ではイグニスに利用され裏切られたことでネスツ壊滅後はクーラとフォクシーと共にK'たちの仲間になった。しかし、クーラがK'と仲が良いことを快く思わず、K'のことを酷く嫌っている。
『2003』ではクーラ自身は出場していないが、K'チーム（K'、マキシマ、ウィップ）のエンディングにてクーラとともに登場し、ウィップと電話で会話している。
パチスロ『KOF2』ではバトル演出に登場。「エッジ・オブ・バタフライ（フォクシーの超必殺技「みつバチ」に似た技）」と「デス・オア・プレジャー（画面全体にムチのような波動を多数出現させ、最後はレイピアで一閃する）」という2つの必殺技を使ってくる。

## キャンディー・ダイアモンド
キャンディー・ダイアモンドは、SNK（SNKプレイモア）の対戦型格闘ゲーム『ザ・キング・オブ・ファイターズ』シリーズに登場する架空のロボット。

### キャラクター設定
ネスツに開発されたサポートロボットでクーラの友達。性別は女性。クーラのプロフィールで書かれている「キャンディーに落書き」はキャンディー・ダイアモンドのこと。このことからクーラから度々悪戯される形になっているが、キャンディーは気にしていない模様。クーラにとっては大切なものとして挙げるほどの存在。前述のように『2000』でプレイヤー版クーラをストライカーで選択されるとクーラの代理のアナザーストライカーで登場。『2000』でクーラの登場デモとクーラの勝利ポーズとクーラの各種超必殺技でも登場。
『2000』のエンディングでクーラ、ダイアナ、フォクシーと共に、ネスツの裏切り者であるゼロ（クローン）の計画を阻止するためにゼロ・キャノンを破壊し、地上に落下していくクーラを庇い大気圏で体がバラバラに破壊されてしまうが、辛うじて頭だけ残り「くーら……トモダチ」と呟きながら機能停止する。ロボットなので修理されれば復活可能で、以降の作品ではクーラの趣味が「キャンディーのパーツ集め」になり、キャンディーが破壊されている期間は修復のためのパーツ集めに奮闘していた。
ネスツでは同タイプのロボットを作ることが可能で、『2001』の物語で新たな個体が作り出されている描写がある。『XI』ではクーラの趣味が「キャンディーに落書き」に戻っており修復された模様だが、未だ完全な修復には至っていないらしく『XIII』の物語でキャンディーの修理に使えるパーツをスクラップ置き場から集めている。家庭用『XIII』の『'95』ライバルチームステージにあるスクラップ山に、壊れたままのキャンディーと『ロボアーミー』のロッキーがいる。
他にも人の姿になれるようで『2002』『2002 UM』のクーラの掛け合いで見ることが可能。クーラのもとを去る時に「クーラ、頑張れ」と声を掛けている。『2002』『2002 UM』では破壊されていない設定になっている。
『MI2』ではキャンディーが破壊されたままでクーラの衣装にキャンディーコスチュームがある。これを選択されるとクーラの声が機械声になる。
嬉野秋彦の小説版『KOF2000 ICICLE DOLL』ではキャンディーの体はかなり頑丈に製作されており、ウィップのデザートイーグルの弾を受けても装甲が凹む程度。しかし、サイボーグであるマキシマとの戦闘ではかなりダメージを受けていた。

### ストライカー動作
キャンディースピン
『2000』でのストライカー動作。フィギュアスケートのスピンのような動作で前進して、靴についているエッジで相手を切り裂く。

## 関連人物

### クーラの関連人物
- K' - 敵対関係（『2000』『2001』『2002』『2002 UM』）、ネスツ離反仲間で実の兄妹のように仲良くなる（『2001』終盤以降、『2002 UM』終盤以降）
- マキシマ - 敵対関係（『2000』『2001』『2002』『2002 UM』）、ネスツ離反仲間（『2001』終盤以降、『2002 UM』終盤以降）
- ウィップ - 敵対関係（『2000』『2001』『2002』『2002 UM』）、ネスツ離反仲間で姉のように慕う（『2001』終盤以降、『2002 UM』終盤以降）
- フォクシー - 『2001』『2002 UM』のチームメイト、保護者
- K9999 / クローネン・マクドガル - 『2001』『2002』『XV』のチームメイト、『2001』終盤でフォクシーに重傷を負わせネスツを裏切ったことで因縁の関係だったが『XV』で和解
- アンヘル - 『2001』『2002』『2002 UM』『XV』のチームメイト、『2001』終盤でフォクシーに重傷を負わせネスツを裏切ったことで因縁の関係だったが『XV』で和解
- ネームレス - 何らかの関連性がある『2002UM』の登場人物
- クリザリッド - 上司（『'99』 - 『2001』『2002 UM』）、元・上司（『2001』終盤以降、『2002 UM』終盤以降）
- ゼロ（クローン） - 元・上司、敵対関係
- ゼロ（オリジナル） - 上司（『'99』 - 『2001』『2002 UM』）、元・上司（『2001』終盤以降、『2002 UM』終盤以降）
- イグニス - 上司（『'99』 - 『2001』『2002 UM』）、元・上司（『2001』終盤以降、『2002 UM』終盤以降）
- 鎮元斎 - いつの間にかメル友になっていた
- 草薙柴舟 - 『KOF NEOWAVE』のチームメイト
- 矢吹真吾 - 『KOF NEOWAVE』のチームメイト